# Cerura robusta
Cerura robusta är en fjärilsart som beskrevs av Alexander Schintlmeister 1993. Cerura robusta ingår i släktet Cerura och familjen tandspinnare. Inga underarter finns listade i Catalogue of Life.